# Weismain (flod)
Weismain er en lille biflod til Main i Bayern.
Den har sit udspring i Kleinziegenfelder Tal ( 50°1′11″N 11°12′7″Ø / 50.01972°N 11.20194°Ø)	i Kleinziegenfeld og løber gennem Weihersmühle, Waßmannsmühle, Schammendorf, Erlach, Weismain, Woffendorf og Altenkunstadt, hvor den munder ud i Main; Weismain er 14,71 km lang.

## Bifloder
- Brunnbach (venstre)
- Schöpfleinsgraben (venstre)
- Mühlbach (højre)
- Krassach (højre)
- Görlitzengraben (venstre)
- Kappellenbach (venstre)